# Reakcionářství
Pojem reakcionářství neboli zpátečnictví se vztahuje na jakékoli politické či sociální hnutí usilující o návrat do předchozího stavu (status quo ante). Termín pochází z Velké francouzské revoluce k označení kontrarevolucionářů, kteří chtěli návrat ke starému režimu (Ancien Régime). V 19. století jsou jako reakcionáři označováni ti, kdož chtěli zachovat feudalismus a aristokratická privilegia proti nastupující industrializaci, republikanismu, liberalismu a socialismu. Dnes je reakce uváděna jako charakteristika pravice, termín je používán hlavně levicí pro hanlivé označení názorů, jež jsou považovány za zastaralé a proti pokroku. V Česku lze za reakcionáře také považovat skupinu lidí, která tvrdí, že "za komunistů bylo lépe", jelikož tito lidé tvrdí, že minulý režim měl pro ně více pozitiv než ten současný.